# Línea N103 (Interurbanos Madrid)
La línea N103 de la red de autobuses interurbanos de Madrid une la terminal de autobuses del Intercambiador de Plaza de Castilla con Algete de forma circular.

## Características
Esta línea une a los habitantes de Algete con San Sebastián de los Reyes, Alcobendas y el norte de Madrid por las noches cuando dejan de prestar servicio las líneas diurnas. Su recorrido abarca tramos cubiertos durante el día por las líneas 181, 184 y 185 además de algún tramo que no cubren las líneas diurnas.
A pesar de que técnicamente la línea cuente con una cabecera para las expediciones de vuelta situada en la Calle de Santa Teresa de Jesús, su paso por la misma es aproximado. Los servicios no pararán a cumplir un horario programado de vuelta puesto que la línea es completamente circular y realiza el servicio de ida a Algete y vuelta a Madrid seguido. Esta cabecera de las expediciones de vuelta sí se utiliza excepcionalmente como punto de origen con horario fijo en los horarios especiales de Navidad, en la que se altera el servicio nocturno, comenzando primero con una expedición de vuelta hacia Madrid pasada la medianoche.
Desde el 10 de octubre del 2022, la línea da servicio a Cobeña en la primera expedición de la noche. Cobeña no contaba con servicio nocturno entre semana, tan solo los viernes y vísperas de festivo gracias a la línea 183.
La línea se complementa con las líneas 181, 182, 183 y 184 para dar servicio de autobús nocturno a Algete los viernes laborables, sábados y vísperas de festivo.
Al igual que el resto de líneas interurbanas nocturnas, la línea N103 tiene su salida y llegada en el intercambiador de Plaza de Castilla en superficie, puesto que la zona subterránea no presta servicio de autobuses durante la noche.
Al igual que el resto de líneas interurbanas nocturnas, en los carteles electrónicos se omite la N de la numeración, quedando los carteles con tan sólo el número 103.
Siguiendo la numeración de líneas del CRTM, las líneas que circulan por el corredor 1 son aquellas que dan servicio a los municipios situados en torno a la A-1 y comienzan con un 1.
La línea mantiene los mismos horarios todos los días de la semana, sin importar los días festivos o vísperas de festivos como suelen hacer algunos servicios nocturnos de otras líneas.
La línea mantiene los mismos horarios todo el año (exceptuando las vísperas de festivo y festivos de Navidad).
Está operada por la empresa Interbus mediante la concesión administrativa VCM-101 - Madrid - Alcobendas - Algete - Tamajón (Viajeros Comunidad de Madrid) del Consorcio Regional de Transportes de Madrid.

### Sublíneas
Aquí se recogen todas las distintas sublíneas que ha tenido la línea N103. La denominación de sublíneas que utiliza el CRTM es la siguiente:
- Número de línea (N103)
- Sentido de circulación (1 ida, 2 vuelta)
- Número de sublínea

Por ejemplo, la sublínea N103102 corresponde a la línea N103, sentido 1 (ida) y el número 02 de numeración de sublíneas creadas hasta la fecha.
| Ida     | Ruta | Itinerario                        | Vuelta  | Ruta                            | Itinerario                      |
| N103101 | -    | Madrid - Algete                   | N103201 | -                               | Algete - Madrid                 |
| N103102 | c    | Madrid - Algete - Cobeña - Madrid | N103202 | No existe la ruta "c" de vuelta | No existe la ruta "c" de vuelta |

## Horarios
| Todos los días           |       |       |
| Madrid > Algete > Madrid |       |       |
| 23:45                    | 01:45 | 03:45 |

1. ↑  Tras pasar por Algete, circula por Cobeña antes de volver a Madrid
2. ↑  No vuelve a Madrid

Paso por la Calle de Santa Teresa de Jesús (Algete) aproximadamente 35 minutos después de su salida de Madrid. Duración del recorrido circular completo aproximadamente 1 hora y 20 minutos.

## Recorrido y paradas
La línea inicia su recorrido en el intercambiador en superficie de Plaza de Castilla, en la dársena 42, en este punto se establece correspondencia con todas las líneas de los corredores 1 y 7 con cabecera en el intercambiador de Plaza de Castilla. Al igual que el resto de líneas interurbanas nocturnas, la línea N103 tiene su salida y llegada en el intercambiador de Plaza de Castilla en superficie, puesto que la zona subterránea no presta servicio de autobuses durante la noche. En la superficie efectúan parada varias líneas urbanas con las que tiene correspondencia, y a través de pasillos subterráneos enlaza con las líneas 1, 9 y 10 del Metro de Madrid.
Tras abandonar el intercambiador en superficie, la línea sale al Paseo de la Castellana, donde tiene una primera parada frente al Hospital La Paz (subida de viajeros). A partir de aquí sale por la M-30 hasta el nudo de Manoteras y toma la A-1.
En la vía de servicio tiene 4 paradas que prestan servicio al área industrial y empresarial de la A-1 hasta llegar al km. 16, donde toma la salida en dirección a Alcobendas y se adentra en el casco urbano.
Dentro del casco urbano de Alcobendas, circula por la Avenida Olímpica (2 paradas), la Calle de Francisca Delgado (sin paradas) y el Bulevar de Salvador Allende (sin paradas) hasta llegar a la rotonda de Moscatelares. En ella toma el Paseo de Europa (6 paradas) recorriéndolo hasta que se incorpora a la N-1, donde tiene 3 paradas más.
Al final de la N-1, se desvía hacia la carretera M-100 en dirección a Algete (2 paradas), hasta el cruce con la carretera M-111, donde se desvía por la carretera M-106 parando en los polígonos industriales (3 paradas) hasta llegar al casco urbano de Algete.
Al entrar en el casco urbano de Algete, circula por las calles: Santa Teresa de Jesús (2 paradas), Valdeamor (1 parada), Olivos (1 parada), Palomares (1 parada), Ronda de la Constitución (4 paradas), Plaza de la Constitución (1 parada) y Mayor (1 parada).
La primera expedición de la noche, tras abandonar el casco urbano de Algete se dirige hacia la carretera M-103 para dar servicio a Cobeña. Atraviesa el casco urbano de esta localidad y toma la carretera M-100 para volver a San Sebastián de los Reyes y Madrid. Este recorrido no para en la carretera M-106 al salir de Algete hacia Madrid (sí lo hace a la ida) y no da servicio a los polígonos industriales de dicha carretera debido a su paso por Cobeña.
El recorrido desde aquí es idéntico al de ida, salvo que en Alcobendas circula por el Bulevar de Salvador Allende en vez de la Avenida Olímpica.
| Código | Zona | Localidad                  | Denominación                                                  | Ubicación                                        | Líneas de la parada | Metro                  |
| --- | ---- | -------------------------- | ------------------------------------------------------------- | ------------------------------------------------ | --- | ---------------------- |
| 18074A |      | Madrid                     | Intercambiador de Plaza de Castilla - Dársena 42              | Paseo de la Castellana Nº195                     | 42 49 181 182 183 N103 | Plaza de Castilla      |
| 3253 |      | Madrid                     | Paseo de la Castellana - Hospital La Paz                      | Paseo de la Castellana Nº304 - Acceso Nudo Norte | 173 174 176 151 152C 153 154C 155 155B 156 157 157C 159 161 171 181 182 183 184 185 191193194195196197N101 N102 N103 N104 | Begoña                 |
| 3261 |      | Madrid                     | Avenida de Burgos - Avenida de Francisco Pi y Margall         | Avenida de Burgos km. 10,3                       | 173 174 176 151 152C 153 154C 155 155B 156 157 157C 159 161 171 181 182 183 184 185 N101 N102 N103                        |                        |
| 06686 |      | Madrid                     | Avenida de Burgos - Centro Comercial Sanchinarro              | Avenida de Burgos Nº133                          | 151 152C 153 154C 155 156 157 157C 158 159 161 171 181 182 183 184 185 N101 N102 N103                                     |                        |
| 06687 |      | Madrid                     | Avenida de Burgos - Dominicos                                 | Avenida de Burgos km. 11,3                       | 151 152C 153 154C 155 156 157 157C 158 159 161 171 181 182 183 184 185 N101 N102 N103                                     |                        |
| 06689 |      | Alcobendas                 | Carretera A-1 - Calle de Cuesta Blanca                        | Carretera de Irún km. 13,7                       | 151 152C 153 154C 156 158 159 161 171 181 182 183 184 185 N101 N102 N103                                                  |                        |
| 06690 |      | Alcobendas                 | Carretera de Irún - Concesionario                             | Carretera de Irún km. 14,7                       | 151 152C 153 154 154C 156 157 158 161 N103                                                                                |                        |
| 06692 |      | Alcobendas                 | Avenida Olímpica - Pabellón Deportivo                         | Avenida Olímpica Nº3A                            | 151 152C 153 154 154C 156 158 161 171 181 182 183 191193194195196197N103 N104VAC-242                                      |                        |
| 15192 |      | San Sebastián de los Reyes | Paseo de Europa - Avenida del Juncal                          | Paseo de Europa Nº26                             | 152C 154 156 161 180 181 182 183 191193194195196197N103 N1044 7                                                           |                        |
| 06693 |      | San Sebastián de los Reyes | Paseo de Europa - Calle de María Santos Colmenar              | Paseo de Europa S/Nº                             | 152C 154 156 161 180 181 182 183 191 193 194 195 196 197 N103 N104 VAC-2424 7                                             |                        |
| 17237 |      | San Sebastián de los Reyes | Paseo de Europa - Calle de Leopoldo Gimeno                    | Paseo de Europa Nº26                             | 152C 154 156 161 180 181 182 183 N103 4 7                                                                                 |                        |
| 12421 |      | San Sebastián de los Reyes | Paseo de Europa - Avenida de los Montes de Oca                | Paseo de Europa Nº14                             | 171 180 181 182 183 191193194195196197N103 N104                                                                           |                        |
| 11402 |      | San Sebastián de los Reyes | Paseo de Europa - Glorieta de Antoni Gaudí                    | Paseo de Europa Nº7                              | 171 180 181 182 183 191193194195196197N103 N104                                                                           |                        |
| 17474 |      | San Sebastián de los Reyes | Paseo de Europa - Hospital Infanta Sofía                      | Paseo de Europa Nº11                             | 152C 161 166 171 180 181 182 183 191193194195196197210 N103 N104                                                          | Hospital Infanta Sofía |
| 16437 |      | San Sebastián de los Reyes | Carretera Antigua de Burgos - Centro Comercial Alegra         | N-1 km. 19,9                                     | 161 166 171 180 181 182 183 185 191193194195196197210 N103 N104                                                           |                        |
| 06694 |      | San Sebastián de los Reyes | Carretera Antigua de Burgos - La Granjilla                    | N-1 km. 20,3                                     | 161 166 171 180 181 182 183 185 N103                                                                                      |                        |
| 06695 |      | San Sebastián de los Reyes | Carretera Antigua de Burgos - Caravanas                       | N-1 km. 21,9                                     | 161 166 171 180 181 182 183 185 N103                                                                                      |                        |
| 10227 |      | San Sebastián de los Reyes | Carretera M-100 - Camino viejo de Barajas                     | M-100 km. 22,2                                   | 180 181 182 183 184 185 197 210 N103                                                                                      |                        |
| 06736 |      | San Sebastián de los Reyes | Carretera M-100 - El Casetón                                  | M-100 km. 21,6                                   | 180 181 182 183 184 185 197 210 N103                                                                                      |                        |
| 06737 |      | Algete                     | Carretera M-106 - Polígono Industrial Río de Janeiro          | M-106 km. 3,5                                    | 180 181 182 184 N103 |                        |
| 13125 |      | Algete                     | Carretera M-106 - Polígono Industrial La Garza                | M-106 km. 3                                      | 180 181 182 184 N103 |                        |
| 06739 |      | Algete                     | Carretera M-106 - Polígono Industrial El Nogal                | M-106 km. 2,7                                    | 180 181 182 184 N103 |                        |
| A partir de aquí comienza el servicio de vuelta, y se cambian los carteles electrónicos hacia Madrid. La hora de paso por esta parada es aproximadamente 35 minutos después de salir de Madrid |      |                            |                                                               |                                                  | |                        |
| 13032 |      | Algete                     | Calle de Santa Teresa de Jesús - Calle de Juan Ramón Jiménez  | Calle de Santa Teresa de Jesús S/Nº              | 184 254 N103 |                        |
| 13031 |      | Algete                     | Calle de Santa Teresa de Jesús - Casa de Niños                | Calle de Santa Teresa de Jesús S/Nº              | 184 254 N103 |                        |
| 11696 |      | Algete                     | Calle de Valdeamor - Plaza de los Poetas                      | Calle de Valdeamor Nº117                         | 185 N103 |                        |
| 11693 |      | Algete                     | Calle de los Olivos - Calle de María Amor                     | Calle de los Olivos Nº19                         | 185 N103 i1 |                        |
| 15852 |      | Algete                     | Calle de los Palomares - Calle de los Olivos                  | Calle de los Palomares Nº21                      | N103 i1 |                        |
| 13074 |      | Algete                     | Calle del Caldo - Casa de la Juventud                         | Calle del Caldo S/Nº                             | 180 181 182 183 263 N103 i1                                                                                               |                        |
| 06741 |      | Algete                     | Calle Ronda de la Constitución - Calle de Alcalá              | Calle Ronda de la Constitución Nº137             | 180 181 182 183 263 N103 i1                                                                                               |                        |
| 11698 |      | Algete                     | Calle Ronda de la Constitución - Calle de la Fuente del Noque | Calle Ronda de la Constitución Nº113             | 180 181 182 183 263 N103 i1                                                                                               |                        |
| 06743 |      | Algete                     | Plaza de la Constitución - Biblioteca                         | Plaza de la Constitución Nº5                     | 180 181 182 183 263 N103 i1                                                                                               |                        |
| 06744 |      | Algete                     | Calle Mayor - Parque de los Olivos                            | Calle Mayor Nº50                                 | 180 181 182 183 185 263 N103                                                                                              |                        |
| El servicio que pasa por Cobeña no realiza las siguientes paradas |      |                            |                                                               |                                                  | |                        |
| 06745 |      | Algete                     | Carretera M-106 - Polígono Industrial El Nogal                | M-106 km. 2,7                                    | 180 181 182 184 185 N103                                                                                                  |                        |
| 06746 |      | Algete                     | Carretera M-106 - Polígono Industrial Río de Janeiro          | M-106 km. 3,5                                    | 180 181 182 184 185 N103                                                                                                  |                        |
| El servicio que pasa por Cobeña realiza las siguientes paradas |      |                            |                                                               |                                                  | |                        |
| 11948 |      | Cobeña                     | Carretera M-103 - Polideportivo                               | Carretera M-103 km. 5,9                          | 183 185 254 263 FS2 N103                                                                                                  |                        |
| 10025 |      | Cobeña                     | Calle del Olivo - Plaza de las Eras de Arriba                 | Calle del Olivo Nº1                              | 183 185 263 N103 |                        |
| 12621 |      | Cobeña                     | Calle del Olivo - Clínica Municipal                           | Calle del Olivo Nº16                             | 183 185 263 N103 |                        |
| 17985 |      | Cobeña                     | Carretera M-103 - Urbanización El Mirador de Cobeña           | M-103 km. 3,1                                    | 183 185 263 N103 |                        |
| Paradas del itinerario normal |      |                            |                                                               |                                                  | |                        |
| 06747 |      | San Sebastián de los Reyes | Carretera M-100 - El Casetón                                  | M-100 km. 21,6                                   | 180 181 182 183 184 185 197210N103                                                                                        |                        |
| 10228 |      | San Sebastián de los Reyes | Carretera M-100 - Camino viejo de Barajas                     | M-100 km. 22,4                                   | 180 181 182 183 184 185 197210N103                                                                                        |                        |
| 06749 |      | San Sebastián de los Reyes | Carretera Antigua de Burgos - Granja Escuela                  | N-1 km. 21,9                                     | 161 166 171 180 181 182 183 184 185 N103                                                                                  |                        |
| 06750 |      | San Sebastián de los Reyes | Carretera Antigua de Burgos - La Granjilla                    | N-1 km. 20,4                                     | 161 166 171 180 181 182 183 184 185 N103                                                                                  |                        |
| 16438 |      | San Sebastián de los Reyes | Carretera Antigua de Burgos - Centro Comercial Alegra         | N-1 km. 19,9                                     | 166 171 180 181 182 183 184 185 191193194195196197210N103 N104                                                            |                        |
| 17025 |      | San Sebastián de los Reyes | Paseo de Europa - Hospital Infanta Sofía                      | Paseo de Europa Nº11                             | 166 171 180 181 182 183 184 191193194195196197210N103 N104                                                                | Hospital Infanta Sofía |
| 10019 |      | San Sebastián de los Reyes | Paseo de Europa - Glorieta de Antoni Gaudí                    | Paseo de Europa Nº7                              | 171 180 181 182 183 184 191193194195196197N103 N104                                                                       |                        |
| 12422 |      | San Sebastián de los Reyes | Paseo de Europa - Avenida de los Montes de Oca                | Paseo de Europa Nº1                              | 171 180 181 182 183 184 191193194195196197N103 N104                                                                       |                        |
| 17238 |      | San Sebastián de los Reyes | Paseo de Europa - Calle de Leopoldo Gimeno                    | Paseo de Europa Nº26                             | 152C 156 161 171 180 181 182 183 184 N102 N103 4 5                                                                        |                        |
| 06751 |      | San Sebastián de los Reyes | Paseo de Europa - Parque Picos de Olite                       | Paseo de Europa Nº26                             | 152C 156 161 171 180 181 182 183 184 191 193 194 195 196 197 N102 N103 N104 VAC-2424 5                                    |                        |
| 15191 |      | San Sebastián de los Reyes | Paseo de Europa - Avenida de España                           | Paseo de Europa Nº26                             | 152C 156 161 171 180 181 182 183 184 191193194195196197N102 N103 N1044 5                                                  |                        |
| 06752 |      | Alcobendas                 | Bulevar de Salvador Allende - Calle de Soria                  | Bulevar de Salvador Allende Nº19                 | 181 182 183 184 191193194195196197N103 N104VAC-242                                                                        |                        |
| 06863 |      | Alcobendas                 | Carretera A-1 - Calle de Cuesta Blanca                        | Carretera de Irún km. 14,2                       | 151 152C 153 154C 156 158 159 161 171 181 182 183 184 185 N101 N102 N103                                                  |                        |
| 06864 |      | Alcobendas                 | Carretera A-1 - El Encinar de los Reyes                       | Carretera de Irún km. 13                         | 151 152C 153 154C 155 156 158 159 161 171 181 182 183 184 185 N101 N102 N103                                              |                        |
| 06865 |      | Madrid                     | Avenida de Burgos - Dominicos                                 | Avenida de Santo Domingo de la Calzada Nº1       | 151 152C 153 154C 155 156 157 157C 158 159 161 171 181 182 183 184 185 N101 N102 N103                                     |                        |
| 50000 |      | Madrid                     | Avenida de Burgos - Centro Financiero                         | Avenida de Burgos Nº135                          | 151 152C 153 154C 155 156 157 157C 158 159 161 171 181 182 183 184 185 N101 N102 N103                                     |                        |
| 3602 |      | Madrid                     | Avenida de Burgos Nº93                                        | Avenida de Burgos km. 10,1                       | 173 174 176 SE833 151 152C 153 154C 155 155B 156 157 157C 159 161 171 181 182 183 184 185 N101 N102 N103                  |                        |
| 3265 |      | Madrid                     | Avenida de Burgos Nº87 - Paso Elevado                         | Avenida de Burgos Nº87                           | 173 174 176 SE833 151 152C 153 154C 155 155B 156 157 157C 159 161 171 181 182 183 184 185 N101 N102 N103                  |                        |
| 10550 |      | Madrid                     | Paseo de la Castellana - Hospital La Paz                      | Paseo de la Castellana Nº296                     | 151 152C 153 154C 155 155B 156 157 157C 159 161 181 182 183 184 185 191193194195196197N101 N102 N103 N104                 | Begoña                 |
| 18074 |      | Madrid                     | Intercambiador de Plaza de Castilla                           | Paseo de la Castellana Nº195                     | Descenso antes de la dársena 42                                                                                           | Plaza de Castilla      |

1. ↑  A efectos de nomenclatura, para las líneas de la EMT esta parada se llama Paseo de la Castellana - Nudo Norte
2. 1 2 3 4 5 6 7 8 9 10 11 12 13 14 15 16 17 18 19 20 21 22 23 24 25 26 27 28 29 30 31 32 33 34 35 36 37 38 39 40 41 42 43 44 45 46 47 48 49 50 51  Sólo permite la subida de viajeros
3. 1 2 3 4 5 6 7 8 9 10 11 12 13 14 15 16 17 18 19 20 21 22 23 24 25 26 27 28 29 30 31 32 33 34 35 36 37 38 39 40 41 42 43 44 45 46 47 48 49 50 51 52 53 54 55 56 57  Sólo permite el descenso de viajeros
4. ↑  A efectos de nomenclatura, para las líneas de la EMT esta parada se llama Avenida de Burgos - Avenida de Manoteras